# Дистаннид иридия
Дистаннид иридия — бинарное неорганическое соединение
олова и иридия
с формулой IrSn2,
кристаллы.

## Получение
- Сплавление стехиометрических количеств чистых веществ:

{\displaystyle {\mathsf {2Sn+Ir\ {\xrightarrow {T}}\ IrSn_{2}}}}

## Физические свойства
Дистаннид иридия образует кристаллы
кубической сингонии,
пространственная группа F m3m,
параметры ячейки a = 0,6325 нм, Z = 4,
структура типа дифторида кальция CaF2.